# USS Bunch (DE-694)
USS Bunch (DE-694/APD-79) là một tàu hộ tống khu trục lớp Buckley được Hải quân Hoa Kỳ chế tạo trong Chiến tranh Thế giới thứ hai. Tên nó được đặt theo hạ sĩ quan Kenneth Cecil Bunch (1919-1942), nhân viên vô tuyến/xạ thủ súng máy thuộc Liên đội Tuần tiễu VS-8 từng phục vụ trên tàu sân bay Hornet (CV-8), đã tử trận trong Trận Midway vào ngày 6 tháng 6, 1942 và được truy tặng Huân chương Không lực. Nó đã phục vụ trong chiến tranh cho đến năm 1944, khi được cải biến thành một tàu vận chuyển cao tốc mang ký hiệu lườn APD-79, và tiếp tục phục vụ cho đến khi chiến tranh kết thúc; nó xuất biên chế năm 1946 và bị tháo dỡ năm 1965. Bunch được tặng thưởng hai Ngôi sao Chiến trận do thành tích phục vụ trong Thế Chiến II.

## Thiết kế và chế tạo
Những chiếc thuộc lớp tàu hộ tống khu trục Buckley có chiều dài chung 306 ft (93 m), mạn tàu rộng 37 ft 1 in (11,30 m) và độ sâu mớn nước khi đầy tải là 11 ft 3 in (3,43 m). Chúng có trọng lượng choán nước tiêu chuẩn 1.400 tấn Anh (1.400 t); và lên đến 1.740 tấn Anh (1.770 t) khi đầy tải. Hệ thống động lực bao gồm hai turbine hơi nước General Electric công suất 13.500 mã lực (10.100 kW), dẫn động hai máy phát điện công suất 9.200 kilôwatt (12.300 hp) để vận hành hai trục chân vịt;  công suất 12.000 hp (8.900 kW) cho phép đạt được tốc độ tối đa 23 kn (26 mph; 43 km/h), và có dự trữ hành trình 6.000 nmi (6.900 mi; 11.000 km) khi di chuyển ở vận tốc đường trường 12 kn (14 mph; 22 km/h).
Vũ khí trang bị bao gồm ba pháo 3 in (76 mm)/50 cal trên tháp pháo nòng đơn có thể đối hạm hoặc phòng không, một khẩu đội 1,1 inch/75 caliber bốn nòng và tám pháo phòng không Oerlikon 20 mm. Vũ khí chống ngầm bao gồm một dàn súng cối chống tàu ngầm Hedgehog Mk. 10 (có 24 nòng và mang theo 144 quả đạn); hai đường ray Mk. 9 và tám máy phóng K3 Mk. 6 để thả mìn sâu. Khác biệt đáng kể so với lớp Evarts dẫn trước là chúng có thêm ba ống phóng ngư lôi Mark 15 21 inch (533 mm). Thủy thủ đoàn đầy đủ bao gồm 186 sĩ quan và thủy thủ.
Bunch được đặt lườn tại xưởng tàu của hãng Defoe Shipbuilding Company tại Bay City, Michigan vào ngày 23 tháng 2, 1943. Nó được hạ thủy vào ngày 29 tháng 5, 1943; được đỡ đầu bởi bà Kenneth C. Bunch, vợ góa hạ sĩ quan Bunch, và nhập biên chế tại New Orleans, Louisiana vào ngày 21 tháng 8, 1943 dưới quyền chỉ huy của Hạm trưởng, Thiếu tá Hải quân Alfred Alan Campbell.

## Lịch sử hoạt động

### Mặt trận Đại Tây Dương
Sau khi hoàn tất việc trang bị, Bunch lên đường vào ngày 12 tháng 9, 1943, đi ngang qua Key West, Florida để tiến hành việc chạy thử máy huấn luyện tại khu vực Bermuda cho đến ngày 15 tháng 10. Nó đi đến Xưởng hải quân Boston để được sửa chữa sau chạy thử máy, rồi chuyển đến New York và bắt đầu đảm nhiệm vai trò hộ tống vận tải từ ngày 1 tháng 11. Đang khi phục vụ hộ tống chặng ven biển cho Đoàn tàu UGS-23, nó bắt được tín hiệu sonar nghi ngờ, và đã tấn công bằng hai loạt súng cối chống tàu ngầm Hedgehog; tuy nhiên sau đó nó xác định đối tượng không phải là tàu ngầm đối phương. Sau khi được cho tách ra, nó đi đến Hampton Roads và trình diện để phục vụ cùng Lực lượng Đặc nhiệm 23. Trong tám tháng tiếp theo sau, con tàu đã hoàn tất sáu chuyến hộ tống vận tải khứ hồi vượt Đại Tây Dương từ New York sang Londonderry, Bắc Ireland. Xen kẻ giữa các chuyến đi, nó thực hành huấn luyện ngoài khơi Casco Bay, Maine hay được bảo trì tại Boston.
Từ ngày 28 tháng 7, 1944, Bunch được cải biến tại Căn cứ Tiền phương Hải quân Tompkinsville, Staten Island thành một tàu vận chuyển cao tốc lớp Charles Lawrence. Được xếp lại lớp với ký hiệu lườn mới APD-79 vào ngày 31 tháng 7, nó cũng được trang bị để phục vụ như một soái hạm trong quá trình cải biến kéo dài gần ba tháng. Hoàn tất công việc vào ngày 12 tháng 10 và rời New York vào ngày hôm sau, nó đi đến Hampton Roads và vịnh Chesapeake trước khi viếng thăm Annapolis, Maryland, rồi phục vụ trong vai trò huấn luyện tại vịnh Chesapeake. Trong giai đoạn từ ngày 23 tháng 10 đến ngày 10 tháng 12, nó giúp vào việc huấn luyện 11 thủy thủ đoàn các tàu vận chuyển cao tốc tương lai.

### Mặt trận Thái Bình Dương
Sau khi được bảo trì, Bunch khởi hành từ Norfolk, Virginia vào ngày 20 tháng 12, 1944 cho hành trình đi sang khu vực Mặt trận Thái Bình Dương. Nó cùng chiếc Hopping (APD-51) hộ tống cho các tàu vận tải Anne Arundel (AP-76) Dorothea L. Dix (AP-67) và Lyon (AP-71) đi sang vùng kênh đào Panama, đến nơi vào ngày 25 tháng 12 và băng qua kênh đào vào ngày hôm sau. Trình diện để phục vụ cùng Tư lệnh Hạm đội Thái Bình Dương, nó đi đến San Diego vào ngày 3 tháng 1, 1945. Con tàu tiếp tục lên đường vào ngày 9 tháng 1 để hướng sang khu vực quần đảo Hawaii, đi đến Trân Châu Cảng vào ngày 15 tháng 1.
Sau khi thực hành huấn luyện cùng các đội phá hoại dưới nước (UDT: Underwater Demolition Team) UDT-18 và UDT-21 tại khu vực vịnh Ma'alaea ở đảo Maui, Bunch lên đường vào ngày 14 tháng 2 để đi sang khu vực quần đảo Marshall, có Đội UDT-21 tháp tùng trên tàu. Đi đến Eniwetok vào ngày 22 tháng 2, nó được tiếp nhiên liệu trước khi ra khơi vào ngày hôm sau, hộ tống một đoàn tàu vận tải hướng sang khu vực Tây Caroline và một bộ phận đi đến Philippines. Nhóm thứ nhất tách khỏi đoàn tàu vào ngày 28 tháng 2 để hướng đến Ulithi, trong khi Bunch tiếp tục hộ tống cho bộ phận hướng sang vịnh Leyte, đi đến vịnh San Pedro vào ngày 4 tháng 3.

#### Chuẩn bị cho chiến dịch Okinawa
Tại Leyte, Bunch bắt đầu chuẩn bị để tham gia cuộc đổ bộ tiếp theo lên Okinawa. Sau khi Đội UDT-21 nhận được kế hoạch tác chiến trong ngày 7 tháng 3, con tàu thực hành huấn luyện phối hợp cùng bảy tàu APD khác và nhiều tàu đổ bộ tại đảo Homonhon lân cận từ ngày 9 đến ngày 13 tháng 3, rồi sau đó tham gia tổng dượt đổ bộ vào ngày 14 tháng 3 và tập trận chiến thuật trong ngày hôm sau trong vịnh Leyte. Nó tham gia cùng Đơn vị Đặc nhiệm 52.13 để thực hành thả và thu hồi các xuồng đổ bộ Higgins boat ngoài khơi đảo Cabugan Grande. Con tàu khởi hành vào ngày 21 tháng 3, hộ tống một đội vận chuyển thuộc Đội đặc nhiệm 51.1 hướng sang khu vực quần đảo Ryukyu.

#### Tấn công quần đảo Kerama
Lúc 03 giờ 30 phút ngày 26 tháng 3, Bunch bước vào báo động trực chiến và tiếp tục đi đến khu vực vận chuyển, cách 5 mi (8,0 km) về phía Tây Kube Shima trong nhóm đảo Kerama Retto của quần đảo Ryukyu. Được cho tách ra lúc 05 giờ 00, nó Hopping cùng hộ tống tàu vận chuyển tấn công Natrona (APA-214) đi đến điểm gặp gỡ tàu kiểm soát đổ bộ SC-1328, và sau khi hoàn tất lúc 06 giờ 00, hai con tàu tuần tra bảo vệ khu vực vận chuyển. Trong đêm đó, Bunch nổ súng lúc 01 giờ 30 phút ngày 27 tháng 3 vào một máy bay đối phương, nhưng đối thủ nhanh chóng rút xa khỏi tầm bắn, rồi đến 03 giờ 38 phút các khẩu Bofors 40 mm của nó lại bắn vào một kẻ tấn công xâm nhập từ hướng mạn trái phía đuôi tàu.
Tách khỏi nhậm vụ bảo vệ khu vực đổ bộ, Bunch rời khỏi đội hình của Đội đặc nhiệm 52.13 để hoạt động trinh sát các bãi đổ bộ tại chính đảo Okinawa. Tuy nhiên do hoạt động quét mìn các bãi đổ bộ bị chậm trễ, đồng thời do sự hiện diện đông đảo các tàu hỗ trợ hỏa lực trong khu vực, nó không thể áp sát gần hơn 5 mi (8,0 km) đến mục tiêu. Nó rút lui lúc 16 giờ 37 phút, chuyển giao công việc trinh sát cho Đội đặc nhiệm 52.13.
Sau khi nghỉ qua đêm cùng đơn vị hỗ trợ hỏa lực, Bunch bước vào báo động trực chiến phòng không lúc 05 giờ 55 phút ngày 28 tháng 3; nó chứng kiến tàu khu trục rải mìn Henry A. Wiley (DM-29) bắn rơi hai máy bay ném bom bổ nhào Aichi D3A "Val" cũng như tàu vận chuyển cao tốc Crosley (APD-87) lân cận suýt bị một máy bay Kamikaze đâm trúng. Trạng thái trực chiến được rút bỏ lúc 06 giờ 55 phút và nó di chuyển đến vị trí bảo vệ cho đơn vị hỗ trợ hỏa lực hoạt động ngoài khơi bãi đổ bộ chính. Đến 16 giờ 35 phút, nó tách khỏi nhiệm vụ để đi đến Kerama Retto, phụ trách trạm tuần tra R-16 ngoài khơi Mae Shima.
Lúc 23 giờ 14 phút, trinh sát viên của Bunch phát hiện máy bay đối phương ở khoảng cách cực xa, và con tàu chuyển sang báo động tác chiến. Tuy nhiên mãi đến 01 giờ 10 phút ngày 29 tháng 3 con tàu mới khai hỏa nhắm vào đối phương, một máy bay ném bom tầm trung hai động cơ Mitsubishi G4M "Betty". Kẻ tấn công bị hỏa lực phòng không từ những con tàu ở phía đuôi của Bunch bắn rơi. Đến 05 giờ 25 phút sáng, nó lại chuyển sang báo động phòng không một lần nữa, phát hiện máy bay đối phương lúc 06 giờ 05 phút, nhưng chúng ở bên ngoài tầm bắn.
Chỉ bảy phút sau đó, mối đe dọa ập đến từ một nguồn khác; trinh sát viên và radar SL cùng lúc phát hiện một xuồng máy ở khoảng cách 2.200 yd (2.000 m) bên mạn trái mũi tàu. Bunch lập tức tăng tốc độ và chuyển hướng để xác minh lai lịch đối tượng trước khi nổ súng tấn công, phá hủy chiếc xuồng máy cảm tử Shinyo khi còn cách 500 yd (460 m). Đến 06 giờ 31 phút, Bunch phát hiện một chiếc xuồng máy cảm tử thứ hai, sau này được xác định xuất phát từ Mae Shima vốn còn do phía Nhật Bản kiểm soát. Hỏa lực súng máy từ chiếc tàu vận chuyển cao tốc đã chặn được đối thủ, làm nó chết đứng giữa biển. Đối phương phóng bỏ liều thuốc nổ trên tàu, và nó phát nổ ngay lập tức. Bunch dự định tiếp cận để bắt sống thủy thủ đoàn chiếc xuồng tự sát, nhưng đạn pháo 5-inch từ một tàu khu trục lân cận đã phá hủy chiếc xuồng và tiêu diệt những người đang bơi trên biển.
Đến xế trưa ngày 29 tháng 3, kết quả trinh sát tại bãi "White" cho thấy nơi đây không cần đến hoạt động dọn dẹp chướng ngại vật của Đội UDT; vì vậy Bunch rút lui ra khơi để tuần tra. Sang ngày hôm sau lúc 06 giờ 45 phút, con tàu hướng đến bãi "Orange"; và khi còn cách mục tiêu 5.800 yd (5.300 m), nó thả xuồng đổ bộ LCI(G) lúc 09 giờ 05 phút để hỗ trợ hoạt động cho đội UDT trước khi rút lui ra một vị trí tuần tra ngoài khơi. Bãi được dọn sạch lúc 11 giờ 37 phút và Bunch thu hồi các xuồng đổ bộ lúc 12 giờ 25 phút. Sau đó nó phục vụ vào việc vận chuyển các sĩ quan tham mưu từ tàu chỉ huy Estes (AGC-12) đến các tàu vận chuyển cao tốc khác để được điều đến các khu vực đổ bộ khác nhau chung quanh Okinawa, hoành thành nhiệm vụ lúc 17 giờ 00 và đi đến trạm tuần tra R-7 ngoài khơi lúc 19 giờ 30 phút.
Lúc 00 giờ 17 phút rạng sáng ngày 31 tháng 3, Bunch được tin tức về một đợt không kích của đối phương sắp xảy ra; nó giảm tốc độ xuống còn 10 kn (19 km/h) để giảm bộc lộ vị trí do sóng biển trong bóng tối. Không lâu sau đó, một máy bay ném bom hai động cơ đối phương lướt qua cách mạn trái con tàu 150 yd (140 m), và nó khai hỏa nhắm vào đối thủ; tuy nhiên không có máy bay đối phương nào tấn công nó trong đêm đó. Đến 05 giờ 50 phút, nó tiếp cận Đội đặc nhiệm 52.13 để chuyển một sĩ quan thuộc Đội UDT-21 sang chiếc tàu vận chuyển tấn công Mendocino (APA-100), rồi cùng Crosley và Loy (APD-56) quay trở lại Kerama Retto.

#### Đổ bộ lên Okinawa
Khởi hành từ Kerama Retto lúc 02 giờ 54 phút vào ngày đổ bộ 1 tháng 4, Bunch cùng Đội đặc nhiệm 52.13 hướng sang phía Đông đốn khu vực vận chuyển ngoài khơi bãi Hagushi. Nó đi đến tuyến xuất phát để chuyển sĩ quan liên lạc thuộc Đội UDT-21 sang chiếc PC-578, tàu kiểm soát bãi đổ bộ "White". Khi cuộc đổ bộ diễn ra trong ngày hôm đó, nó tuần tra bảo vệ các tàu vận chuyển cho đến khi được thay phiên vào sáng hôm sau.
Bunch đi đến bãi White để có cuộc hội ý giữa sĩ quan chỉ huy Đội UDT-21 và chỉ huy bãi đổ bộ để thảo luận về những hoạt động tháo dỡ chướng ngại vật cần tiến hành sau đổ bộ. Nó rời khu vực lúc 15 giờ 00 để đi đến trạm canh phòng ban đêm A-20, và khi trời vừa sụp tối đã đi vào báo động tác chiến sau khi phát hiện một đoàn tàu vận tải bị năm máy bay đối phương tấn công. Nó khai hỏa nhắm vào hai máy bay đối phương cho dù chúng còn ở bên ngoài tầm bắn. Một máy bay đã đâm xuống chiếc tàu vận chuyển tấn công Henrico (APA-45), và một chiếc khác bắt đầu nhắm vào Bunch, nhưng đổi hướng sau khi bị hỏa lực phòng không ngăn chặn. Đối phương cố gắng ném bom nhắm vào tàu vận chuyển cao tốc Dickerson (APD-21) nhưng bị trượt, sau đó chiếc máy bay đâm thẳng xuống Dickerson.
Đám cháy trên Dickerson tiếp tục lan rộng trong khi Bunch tiếp cận để trợ giúp, sau cùng cũng được kiểm soát phần nào lúc 19 giờ 30 phút. Bunch giữ một khoảng cách với Dickerson để tránh bị hư hại, nhưng đã gửi một đội chữa cháy và cứu hộ sang con tàu bạn bằng xuồng đổ bộ, trong khi người nhái thuộc Đội UDT-21 dùng xuồng cao su cứu vớt những người sống sót buộc phải nhảy xuống nước để tránh hỏa hoạn. Đám cháy lại bùng phát trở lại trên và đội cứu hộ của Bunch, có sự trợ giúp bởi một đội thuộc Crosley, vận hành một máy bơm chạy xăng để dập lửa. Bunch nối một dây cáp sang Dickersion và bắt đầu kéo nó, đồng thời trợ giúp chữa lửa với ba vòi phun nước; trong khi đó thủy thủ của Dickerson tìm mọi cách thải bỏ những vật nặng qua mạn để giúp giảm độ nghiêng. Mọi nỗ lực tưởng chừng như vô vọng khi cáp kéo và vòi cứu hỏa bị đứt, gió mạnh khiến đám cháy tiếp tục lan rộng, cho đến khi chiếc tàu kéo Arikara (ATF-98) đi đến hiện trường, dập lửa thành công và kéo Dickerson quay trở lại Kerama Retto. Sau khi hộ tống cho Arikara và Dickerson đi đến Kerama Retto và chuyển 61 người sống sót sang chiếc tàu tuần tra Brattleboro (PCE-R 852), Bunch quay trở lại trạm A-20 tiếp tục nhiệm vụ.

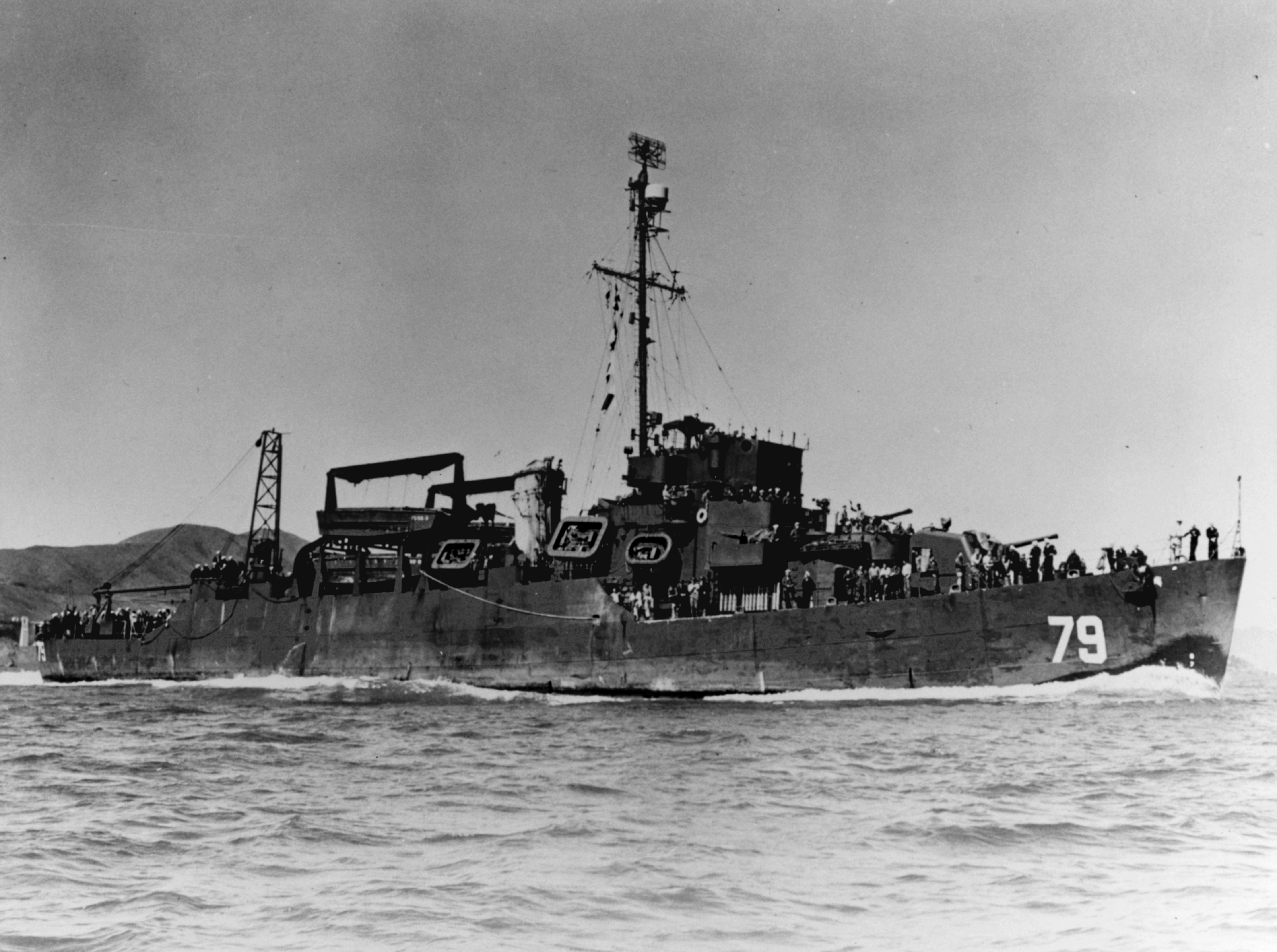
Bunch như một tàu vận chuyển cao tốc.

Vào xế trưa ngày 4 tháng 4, Bunch đi đến Kerama Retto để thay phiên cho tàu vận chuyển cao tốc Gilmer (APD-11) trong vai trò soái hạm của Đội đặc nhiệm 52.11, bao gồm tất cả các tàu vận chuyển cao tốc hiện diện tại khu vực Okinawa. Lúc 16 giờ 00, nó rời Kerama Retto để đi đến gặp gỡ chiếc tàu chỉ huy đổ bộ Estes (AGC-12) ở phía Đông Okinawa cho một cuộc hội ý bên trên chiếc tàu chỉ huy đổ bộ. Sau đó nó hộ tống chiếc Estes cho đến 23 giờ 00, khi nó nhận mệnh lệnh đi đến vị trí tuần tra cách 20 mi (32 km) về phía Nam Mae Shima; nhiệm vụ này kéo dài cho đến 10 giờ 45 phút ngày 5 tháng 4, khi nó đi đi đến gặp gỡ Estes cho một cuộc hội ý khác. Đến 12 giờ 30 phút, nó gia nhập Đội bắn phá phía Đông, vốn bao gồm Estes, Arikara và thiết giáp hạm West Virginia (BB-48); và trong khi nó hộ tống cho đơn vị này, ban tham mưu Đội đặc nhiệm 52.11 chỉ đạo cho hoạt động trinh sát và tháo dỡ chướng ngại vật của các đội UDT tại các đảo phía Đông và tại vịnh Nakagusuku (thường gọi là vịnh Buckner).
Tiếp tục vai trò hộ tống sang ngày hôm sau 6 tháng 4, Bunch được lệnh gặp gỡ tàu chỉ huy đổ bộ Eldorado (AGC-11) ngoài khơi các bãi đổ bộ phía Tây Okinawa cho một cuộc hội ý bên trên Eldorado, và vẫn đang ở khu vực lân cận khi máy bay đối phương xuất hiện lúc 16 giờ 05 phút. Nó trông thấy một máy bay tiêm kích tàu sân bay Mitsubishi A6M5 "Zeke" ở khoảng cách xa phía đuôi bên mạn phải, và pháo phòng không 40 mm khai hỏa vào đối thủ ở khoảng cách 700 yd (640 m) đã bắn trúng đuôi, khiến đối phương mất kiểm soát và rơi xuống biển cách con tàu 100 yd (91 m) bên mạn trái. Nó sau đó chuyển những hành khách quay trở lại Estes, và tiếp tục hộ tống cho chiếc tàu chỉ huy đổ bộ trong các ngày 7 và 8 tháng 4.
Rời vị trí bảo vệ lúc 10 giờ 00 ngày 8 tháng 4, Bunch đưa ban tham mưu Đội đặc nhiệm 52.11 tham dự một hội nghị bên trên Eldorado, soái hạm của Phó đô đốc Richmond K. Turner. Họ rời cuộc họp lúc 18 giờ 00 và chiếc tàu hộ tống khu trục quay trở lại trạm canh phòng khoảng một giờ sau đó. Một cuộc họp khác diễn ra bên trên tàu chỉ huy đổ bộ Panamint (AGC-13) khiến nó lại phải rời vị trí canh phòng trong ngày 9 tháng 4, và quay trở lại Kerama Retto vào ngày 10 tháng 4 để đưa Đội UDT-21 sang chiếc Appling (APA-58).

#### Ie Shima
Bunch trải qua thời gian còn lại của ngày 10 tháng 4 hoạt động tại một trạm canh phòng radar phụ trợ. Sau đó nó được lệnh tham gia chiếm đóng Ie Shima. Vào ngày 11 tháng 4, nó cùng Panamint đưa ban tham mưu Đội đặc nhiệm 52.11 dự cuộc họp cho chiến dịch Ie Shima, rồi đón Đội UDT-21 lên tàu. Việc chuẩn bị cho chiến dịch Ie Shima kéo dài suốt ngày 12 tháng 4, và con tàu lên đường vào sáng sớm ngày hôm sau. Từ 08 giờ 30 phút đến 11 giờ 00 ngày 13 tháng 4, Đội UDT-21 tiến hành trinh sát bãi đổ bộ trước khi quay trở lại tàu, cho biết chỉ bị đối đầu bằng hỏa lực nhẹ trong suốt cuộc trinh sát. Sau một cuộc họp khác bên trên Panamint trong đêm đó, Bunch quay trở lại ngoài khơi Ie Shima vào sáng hôm sau, nơi Đội UDT-21 tiếp tục hoạt động. Đêm đó, con tàu rút lui về Okinawa, và diễn ra một cuộc họp khác bên trên chiếc Eldorado.
Sau khi được tàu tiếp dầu Taluga (AO-62) tiếp nhiên liệu vào giữa buổi sáng, Bunch tiếp tục thả neo ngoài khơi Okinawa trong suốt ngày 15 tháng 4. Tuy nhiên, con tàu nhận được báo động phòng không lúc 18 giờ 30 phút do sự xuất hiện của máy bay đối phương. Nó khai hỏa các khẩu pháo 5-inch và 40 mm, tham gia vào màn hỏa lực phòng không từ các con tàu khác, vốn đã bắn rơi một máy bay đối phương. Con tàu rời trực chiến lúc 20 giờ 00, để rồi lại báo động trực chiến chỉ một giờ sau đó; các cuộc không kích lẻ tẻ của đối phương kéo dài cho đến 22 giờ 20 phút; tuy nhiên, việc không kích nhằm vào sân bay Yontan đã kéo dài suốt đêm.
Sáng sớm ngày hôm sau, Bunch đi đến ngoài khơi Ie Shima, nơi nó chuyển một phần nhân sự Đội UDT-21 sang chiếc USS PC-1603, tàu kiểm soát bãi đổ bộ, để làm nhiệm vụ dẫn đường cho các xuồng đổ bộ cập bãi. Sau đó chiếc tàu vận chuyển cao tốc canh phòng bảo vệ các tàu vận chuyển. Lúc 08 giờ 11 phút, nó chuyển sang báo động trực chiến sau khi có báo cáo từ các tàu khu trục canh phòng radar trên hướng Tây Bắc đang đối đầu với những đợt không kích đối phương. Đến 09 giờ 35 phút, nó phát hiện hai máy bay ném bom-ngư lôi Nakajima B5N Kiểu 97 "Kate" đang tiếp cận khu vực vận chuyển ở tốc độ thấp. Một chiếc áp sát từ hướng Đông Bắc, và lập tức bị hỏa lực phòng không từ các tàu hộ tống, trong đó có cả Bunch, bắn rơi; chiếc "Kate" thứ hai lẩn tránh về hướng Nam nhưng trở thành nạn nhân của một chiếc máy bay tiêm kích Vought F4U Corsair. Đến cuối buổi chiều, chiếc tàu chiến đón các thành viên Đội UDT-21 trở lại tàu rồi quay về khu vực neo đậu Hagushi. Bunch tiếp tục hỗ trợ cho hoạt động của Đội UDT-21 trong những ngày tiếp theo, chỉ rút lui về để thả neo qua đêm, và cuối cùng nó hoàn tất việc dọn chướng ngại vật sau đổ bộ tại Ie Shima vào ngày 20 tháng 4.
Bunch quay trở lại nhiệm vụ hộ tống bảo vệ ngoài khơi các bãi đổ bộ Hagushi vào ngày 21 tháng 4. Nhiệm vụ này kéo dài cho đến ngày 25 tháng 4, khi nó được lệnh gia nhập để hộ tống bảo vệ một đoàn tàu vận tải. Nó gia nhập đoàn tàu vào ngày hôm sau gần các bãi đổ bộ phía Tây Okinawa, rồi lên đường hướng đến Ulithi. Đoàn tàu đi đến Ulithi vào trưa ngày 30 tháng 4, nhưng chiếc tàu vận chuyển cao tốc phải trở ra khơi ngay ngày hôm sau 1 tháng 5, và đi đến Guam vào ngày 2 tháng 5. Tại đây Đội UDT-21 rời tàu, và thủy thủ đoàn được một thời gian nghỉ ngơi trong khi con tàu được tiếp liệu và bảo trì từ ngày 3 đến ngày 17 tháng 5.

#### Iheya Shima
Bunch lên đường đi Okinawa vào ngày 19 tháng 5, và đi đến Hagushi vào ngày 22 tháng 5. Nó dừng lại nơi neo đậu ngoài khơi Hagushi cho đến ngày 25 tháng 5, khi nó chuyển đến Kerama Retto để sửa chữa trong bốn ngày hệ thống sonar, vốn bị hỏng trong chuyến đi từ Guam đến Okinawa. Vào ngày 30 tháng 5, con tàu được lệnh tham gia vào hoạt động chiếm đóng Iheya Shima. Kế hoạch tấn công đổ bộ Iheya Shima, thoạt tiên vạch kế hoạch vào ngày 31 tháng 5, đã phải trì hoãn lại do hoàn cảnh thời tiết bất lợi, và cuối cùng được xúc tiến vào ngày 2 tháng 6. Bunch chỉ đảm trách một vai trò dự bị trong hoạt động này, nó hầu như chỉ thả neo trong đêm và buổi sáng, khi thời tiết khắc nghiệt và hàng rào tuần tra chiến đấu trên không (CAP) hiệu quả đã ngăn trở máy bay đối phương không kích. Tuy nhiên cơn bão Connie tiến đến gần đã buộc lực lượng tấn công phải tìm nơi trú ẩn tại một vịnh nhỏ về phía Bắc bán đảo Motobu.
Cùng đội tấn công quay trở lại Iheya Shima vào sáng ngày hôm sau, Bunch đi đến phần phía Bắc của hòn đảo trước khi được bố trí lại tại khu vực đổ bộ, nơi nó ở lại nơi thả neo qua đêm. Đến sáng hôm sau, con tàu tiến hành trinh sát các bãi đổ bộ phía Bắc, nhận xét có thể đổ bộ thiết bị hạng nặng tại đây mà không cần đến hoạt động dọn bãi của các đội UDT. Sang ngày 7 tháng 6, chiếc tàu vận chuyển cao tốc hộ tống một đoàn tàu đi Hagushi, rồi đi đến Kerama Retto để tiếp nhiên liệu trong ngày 8 tháng 6, và ở lại Hagushi cho đến khi lên đường lúc 01 giờ 15 phút ngày 9 tháng 6, nhằm hỗ trợ cho hoạt động chiếm đóng Aguni Shima, đã nổ súng nhắm vào một máy bay đối phương trên đường đi.

#### Aguni Shima & Kume Shima
Đội tấn công đi đến ngoài khơi Aguni Shima lúc 04 giờ 45 phút ngày 9 tháng 6; cuộc đổ bộ diễn ra mà hầu như không có sự kháng cự của đối phương. Đến 06 giờ 00, Bunch cùng với PCE(R)-855 hộ tống cho Oak Hill (LSD-7) và LST-95 đi Hagushi, rồi quay trở lại Aguni Shima ngay sau đó. Con tàu ở lại ngoài khơi đảo này cho đến ngày 11 tháng 6, khi nó cùng tàu khảo sát Pathfinder (AGS-1) tiến hành trinh sát cảng Naha, tiếp nối bởi các hoạt động vẽ sơ đồ và dọn chướng ngại vật cần thiết. Hoàn thành nhiệm vụ vào ngày 14 tháng 6, con tàu đi đến Kerama Retto để được tiếp liệu trước khi thực hiện nhiệm vụ tương tự tại đảo Ie Shima. Ngoại trừ một chuyến đi đến Hagushi vào ngày 19 tháng 6 để được tiếp tế thêm chất nổ cho hoạt động của đội UDT, con tàu tiếp tục ở lại Ie Shima trong giai đoạn từ ngày 15 đến ngày 22 tháng 6, tiếp hành hoạt động dọn chướng ngại vật.
Bunch sau đó tham gia cuộc đổ bộ lên Kume Shima diễn ra vào ngày 26 tháng 6. Một lần nữa họ không bắt gặp sự kháng cự của đối phương, và Đội UDT-21 làm nhiệm vụ của họ nhằm giúp cho các tàu LST có thể cặp bờ an toàn để chất dỡ thiết bị. Khi hoàn thành nhiệm vụ, con tàu quay trở về Hagushi, rồi tiếp nối hoạt động dọn chướng ngại vật tại Ie Shima cho đến hết tháng 6.
Khởi hành từ Okinawa vào ngày 1 tháng 7, Bunch hộ tống cho tàu chỉ huy đổ bộ Auburn (AGC-10) đi Saipan, đến nơi vào ngày 5 tháng 7. Từ đây nó di chuyển độc lập ngang qua Eniwetok và Hawaii để quay trở về Hoa Kỳ, về đến Oceanside, California vào ngày 24 tháng 7. Đội UDT-21 cùng trang bị của họ rời tàu tại đây trước khi nó chuyển đến xưởng tàu của hãng Standard Shipbuilding ở San Pedro, California để được đại tu. Chiếc tàu vận chuyển cao tốc chỉ vừa hoàn tất việc sửa chữa vào giữa tháng 8, khi Nhật Bản chấp nhận đầu hàng vào ngày 15 tháng 8, giúp chấm dứt Thế Chiến II.

### 1945 - 1946
Vào cuối tháng 8 và đầu tháng 9, Bunch chạy thử máy và nhận tiếp liệu nhằm chuẩn bị cho chuyến đi sang Viễn Đông. Nó cùng năm tàu vận chuyển cao tốc khác khởi hành vào ngày 6 tháng 9, và đến 01 giờ 30 phút ngày 10 tháng 9 đã nhận được tín hiệu khẩn cấp trên màn hình radar dò tìm không trung. Các con tàu tiến hành tìm kiếm chiếc máy bay lâm nạn, cho đến khi được điện báo từ Tư lệnh Tiền phương biển Hawaii báo tin chiếc máy bay đã hạ cánh an toàn. Bunch đi đến Trân Châu Cảng và xế trưa ngày 12 tháng 9.
Trình diện để phục vụ cùng Tư lệnh Lực lượng Quét mìn trực thuộc Hạm đội Thái Bình Dương vào ngày hôm sau, Bunch nhận lên tàu bốn xuồng đổ bộ LCPR (Landing Craft, Personnel [Ramp]) trang bị các bộ gá quét mìn vùng nước nông, cùng nhân sự để tiến hành hoạt động quét thủy lôi. Nó lên đường vào ngày 15 tháng 9 cho hành trình đi ngang qua Eniwetok để hướng đến quần đảo Ryūkyū, đi đến Okinawa vào ngày 28 tháng 9. Nó gặp gỡ tàu cutter tuần duyên USCGC Bibb (WPG-31) tại vịnh Buckner để hình thành nên một đội tàu cơ động ra khơi hầu né tránh cơn bão Kate tại khu vực. Con tàu ở lại cùng đội này cho đến ngày 1 tháng 10, khi cuối cùng nó thả neo tại vịnh Buckner.
Sau khi chất thêm thiết bị quét mìn và nhận tiếp liệu và nhiên liệu, Bunch lên đường đi sang vùng biển Trung Quốc vào ngày 6 tháng 10, đi đến Thượng Hải vào ngày 10 tháng 10. Nó chất dỡ hàng hóa khỏi tàu để phân phối cho các tàu quét mìn khác đang hoạt động tại đây, và được sửa chữa trong khi thủy thủ đoàn được nghỉ phép tại thành phổ cảng nổi tiếng miền Viễn Đông này. Nó lên đường vào ngày 16 tháng 10 để quay trở lại Okinawa, về đến vịnh Buckner vào ngày 18 tháng 10. Trong gần một tuần lễ tiếp theo nó trợ giúp vào việc trục vớt các con tàu bị đắm bởi các cơn bão gần đây, rồi lại chất hàng hóa và tiếp liệu cho chuyến đi quay trở lại Thượng Hải. Lên đường vào ngày 26 tháng 10, nó đến nơi vào ngày 28 tháng 10, và được bảo trì cặp bên mạn tàu tiếp liệu khu trục Dixie (AD-14) cho đến đầu tháng 11.
Rời Thượng Hải vào ngày 8 tháng 11, Bunch dẫn đầu một đơn vị quét mìn nhỏ bao gồm ba xuồng máy quét mìn và hai tàu săn ngầm đi đến vịnh Hàng Châu, nơi họ rà quét một tuyến luồng dài 12 dặm và rộng một dặm sạch thủy lôi Nhật Bản. Sau khi hoàn thành nhiệm vụ, nó rời vịnh Hàng Châu vào ngày 15 tháng 11 để đi Okinawa, đi đến vịnh Buckner vào ngày 20 tháng 11, và trình diện cùng Tư lệnh Lực lượng Quét mìn Okinawa. Con tàu tiếp tục chất hàng hóa và tiếp liệu rồi lên đường vào ngày 26 tháng 11 để đi Đài Loan, đi đến cảng Cơ Long vào ngày hôm sau và ở lại đây cho đến hết tháng 11.
Lên đường vào ngày 1 tháng 12, Bunch hộ tống chiếc YMS-72 đi sang Thượng Hải để sửa chữa, gặp thời tiết bất lợi trên đường đi nhưng đến nơi an toàn. Nó ở lại Thượng Hải cho đến ngày 6 tháng 12, khi nó quay trở lại Cơ Long cùng sáu xuồng máy quét mìn và một tàu đổ bộ LCS. Đến nơi vào ngày 9 tháng 12, nó chuyển đến cảng Cao Hùng vào ngày 11 tháng 12, chất dỡ hàng hóa vào ngày hôm sau trước khi quay trở về Cơ Long. Trong những ngày tiếp theo nó hỗ trợ các xuồng máy trong hoạt động rà quét mìn với chức năng chính là trợ giúp dẫn đường; con tàu neo đậu khoảng 20 mi (32 km) về phía Bắc lối ra vào cảng, giám sát hoạt động quét mìn qua radar và hướng dẫn các xuồng quét mìn hoạt động qua đàm thoại vô tuyến. Hoàn tất nhiệm vụ vào ngày 18 tháng 12, nó lên đường vào ngày hôm sau, cùng các chiếc Velocity (AM-128), Threat (AM-124), YMS-259, LCS(L)-58 và hai tàu đổ bộ LC(FF)-45 và LCS(L)-22 quay trở lại Thượng Hải.
Đi đến Thượng Hải vào ngày 22 tháng 12, Bunch ở lại đây cho đến khi lên đường đi Thai Châu, Chiết Giang vào tháng 1, 1946, nơi nó hoạt động rà quét mìn cùng các chiếc YMS-338, YMS-329 và YMS-366, rồi chuyển đến Ôn Châu cho nhiệm vụ tương tự. Sau khi hoàn thành nhiệm vụ, nó đi ngang qua Hong Kong để quay trở về Okinawa, về đến vịnh Buckner vào ngày 20 tháng 1. Đi sang Nhật Bản, nó ghé đến cảng Sasebo vào ngày 26 tháng 1, và tiếp tục viếng thăm Wakayama và Kobe trước khi khởi hành vào ngày 21 tháng 2 để quay trở về Hoa Kỳ ngang qua Eniwetok và Oahu, Hawaii.
Về đến San Francisco vào ngày 14 tháng 3, Bunch lên đường ba ngày sau đó hướng xuống phía Nam, đi đến San Diego vào ngày 20 tháng 3. Con tàu được cho xuất biên chế vào ngày 31 tháng 5, 1946, và được đưa về Hạm đội Dự bị Thái Bình Dương vào tháng 7, 1947. Nó được rút tên khỏi danh sách Đăng bạ Hải quân vào ngày 1 tháng 4, 1964, và bị bán để tháo dỡ vào tháng 6, 1965.

## Phần thưởng
Bunch được tặng thưởng hai Ngôi sao Chiến trận do thành tích phục vụ trong Thế Chiến II.
|             |  |             |
|             |  | Bronze star |
| Bronze star |  |             |

| Dãi băng Hoạt động Tác chiến                                                 |                                      |                                                                         |
| Huân chương Phục vụ Trung Hoa                                                | Huân chương Chiến dịch Hoa Kỳ        | Huân chương Chiến dịch Châu Á-Thái Bình Dương với 1 Ngôi sao Chiến trận |
| Huân chương Chiến dịch Châu Âu-Châu Phi-Trung Đông với 1 Ngôi sao Chiến trận | Huân chương Chiến thắng Thế Chiến II | Huân chương Giải phóng Philippine (Philippine)                          |